# Суппли
Суппли (итал. supplì, от фр. surprise — «сюрприз») — итальянское деревенское блюдо, типичное для римской кухни. Это своего рода фрикадельки или крокеты удлиненной цилиндрической формы, приготовленные из риса (карнароли, арборио или виалоне нано), сваренного в подсоленной воде, приправленного мясным соусом и пекорино романо. Их обваливают в яйцах, моцарелле (или помещают кусочек моцареллы внутрь), панировочных сухарях, и обжаривают в кипящем масле, после чего оставляют остывать. Первое письменное упоминание блюда относится к 1847 году, когда оно появляется в меню Trattoria della Lepre в Риме под названием рисовые суппли (soplis di riso).

## Описание
Суппли очень похожи на сицилийский рецепт аранчини, от которого, однако, отличаются характерной формой веретена (или торпеды); для некоторых разница будет заключаться в приготовлении, но, как и в случае с сицилийским аранчино, даже суппли может быть представлен многочисленными рецептами. Одно из распространенных названий этого типичного блюда римской кухни и традиции Лацио — «supplì al telefono», происходящее из-за того, что, употребляя блюдо горячим, по традиции, изделие разламывается надвое, и расплавленная моцарелла образует «нить» или «провод» между двумя частями, делая его похожим на телефон.
Первоначальный рецепт суппли также включал куриные потроха, которые в настоящее время заменены более простым и распространенным мясным фаршем, используемым для приготовления обычного рагу.
Внешняя панировка предусматривает два разных рецепта: первый состоит из обваливания в муке, затем в яйце и последнего обваливания в панировочных сухарях; в другом рецепте используются только панировочные сухари (самый популярный рецепт). Чем мельче панировочные сухари, тем меньше шансов, что блюдо будет слишком масляным. Суппли следует обжарить в кипящем масле (180 °C), желательно арахисовом или оливковом масле первого холодного отжима.
Супли также можно запекать в духовке на смазанном маслом противне (лучше всего замороженными). Как и сицилийские аранчини, иногда в тесто могут быть включены овощи (особенно шпинат или цикорий), бекон, грибы, горох и т . д. На римском побережье фриггитори предлагают суппли с креветками или ризотто с морепродуктами. Это блюдо, которое трудно найти в других регионах Италии.
В последние годы несколько римских пиццерий и магазинов начали предлагать самые разнообразные сочетания вкусов в суппли: от гриции (пекорино, перец и бекон) до аматричаны. Эти новые интерпретации традиционных суппли уже зарекомендовали себя как новые типичные блюда римской кухни.